# Московский гуманитарный университет
Московский гуманитарный университет (МосГУ) — российское высшее учебное заведение, автономная некоммерческая организация высшего образования.

## История

#### Центральная комсомольская школа
В 1942 году на месте будущего университета была открыта Центральная женская школа снайперской подготовки, которая действовала до 1944 года. В ноябре 1944 года по постановлению ЦК ВКП(б) от 11 октября 1944 года и ЦК ВЛКСМ от 14 октября 1944 года на основе Центральной женской школы снайперской подготовки была создана Центральная комсомольская школа (ЦКШ). Эта дата считается официальной датой основания университета. В школе в течение 1,5 лет обучались комсомольские работники, имевшие среднее образование, сотрудники молодёжных газет и журналов. В 1949 году началось обучение слушателей из восточно-европейских стран. В июле 1956 года ЦКШ была реорганизована в постоянно действующие трёхмесячные курсы комсомольского актива.

#### Высшая комсомольская школа
В августе 1969 года по постановлениям ЦК КПСС и ЦК ВЛКСМ на базе Центральной комсомольской школы была создана Высшая комсомольская школа при ЦК ВЛКСМ, для теоретической подготовки и переподготовки руководящих кадров комсомола, сотрудников молодёжной печати. Было образовано 13 кафедр, в ноябре 1970 года — аспирантура. В мае 1976 года был создан Научно-информационный центр ВКШ.

#### Институт молодёжи
В июне 1990 года Высшая комсомольская школа при ЦК ВЛКСМ была преобразована в Институт молодёжи ЦК ВЛКСМ и Минтруда СССР, которому в сентябре 1991 года предоставлен статус «автономного (самоуправляемого) негосударственного образовательного учреждения».
В связи с перестройкой проводимой руководством КПСС и Советским правительством, из ведения упраздняемых министерств и ведомств Союза ССР, Постановлением Правительства РСФСР № 80 «Вопросы Министерства труда и занятости населения РСФСР», от 28 декабря 1991 года, был утверждён перечень предприятий, организаций и учреждений на территории РСФСР, передаваемых Министерству труда и занятости населения РСФСР, в котором находился и Институт молодежи ЦК ВЛКСМ и Минтруда СССР.
25 июля 1994 года было принято решение[кем?] о получении Институтом молодёжи государственной аккредитации. Институт стал третьим в России негосударственным вузом, получившим государственную аккредитацию и право выдавать выпускникам диплом государственного образца.

#### Московская гуманитарно-социальная академия
15 ноября 2000 года Институт молодёжи был переименован в Московскую гуманитарно-социальную академию, поскольку ей был присвоен государственный статус академии.

#### Московский гуманитарный университет
11 июня 2003 года Московская гуманитарно-социальная академия получила статус университета и была переименована в Московский гуманитарный университет. В этот день коллегия Министерства образования РФ приняла решение об аттестации и аккредитации академии, а также о государственной аккредитации по виду «университет» с наименованием «Московский гуманитарный университет».

## Признание
МосГУ входит в число лауреатов по итогам Всероссийского конкурса «100 лучших вузов России» (2009, 2012, 2013, 2015).

## Критика
По данным сообщества «Диссернет» ряд профессоров и доцентов вуза участвовали в необоснованном присуждении научных степеней. В диссертационных советах, созданных в вузе, также отмечаются защищённые диссертации с некорректными заимствованиями. Издаваемый вузом научный журнал «Знание. Понимание. Умение» признаётся экспертами сообщества изданием «с грубыми нарушениями».
Московский гуманитарный университет вызывает разнообразные мнения среди студентов и выпускников. Некоторые отмечают положительные аспекты, такие как дружественную атмосферу и развитую инфраструктуру. Однако существуют и критические отзывы. Некоторые студенты выражают недовольство по поводу организационных проблем, таких как несвоевременное информирование о расписании и мероприятиях, а также обвиняют вуз в коммерциализации образования.

## Структура
- Факультет экономики, управления и международных отношений
- Факультет рекламы, журналистики, психологии и искусства
- Юридический факультет
- Межфакультетские кафедры
- Научно-исследовательский комплекс:
  - Институт фундаментальных и прикладных исследований
  - Международный институт «Молодёжь за культуру мира и демократии»
- Редакции журналов «Студенчество. Диалоги о воспитании», «Знание. Понимание. Умение», «Горизонты гуманитарного знания», «Научные труды МосГУ»
- Колледж МосГУ

### Аспирантура и докторантура
Московский гуманитарный университет имеет Управление аспирантуры и докторантуры, в рамках которого идёт подготовка по программам аспирантуры, докторантуры и стажёрства.

## Местонахождение
Вуз расположен в лесопарковой зоне в районе Вешняки. Ближайшие станции метро: Выхино, Рязанский проспект.